# Welriekende salomonszegel
De welriekende salomonszegel of duinsalomonszegel (Polygonatum odoratum) is een plant die in de 23e druk van de Heukels ingedeeld wordt bij de aspergefamilie (Asparagaceae).
De kantige stengels en bladen zijn lichtgroen van kleur en gebogen. De bloemen zijn hangend, niet duidelijk klokvormig en witachtig van kleur. Ze zijn in groepjes van twee, soms alleen, gegroepeerd. De bloeitijd van de 15-50 cm hoge plant valt in mei en juni.

## Verspreiding
De donkerblauwe bessen van de plant worden door vogels gegeten, waardoor de pitten verspreid worden. De bessen zijn giftig voor mensen. De plant heeft een voorkeur voor zandgrond voorzien van een humuslaag.

## Ecologische aspecten
De plant is waardplant voor de nunvlinder (Orthosia gothica) en de salomonszegelbladwesp (Phymatocera aterrima).

## Toepassingen
De wortel van de plant wordt gebruikt als middel tegen couperose. Vroeger werd hieruit ook een middel gemaakt waaraan wondhelende en kneuzing genezende eigenschappen werden toegekend.

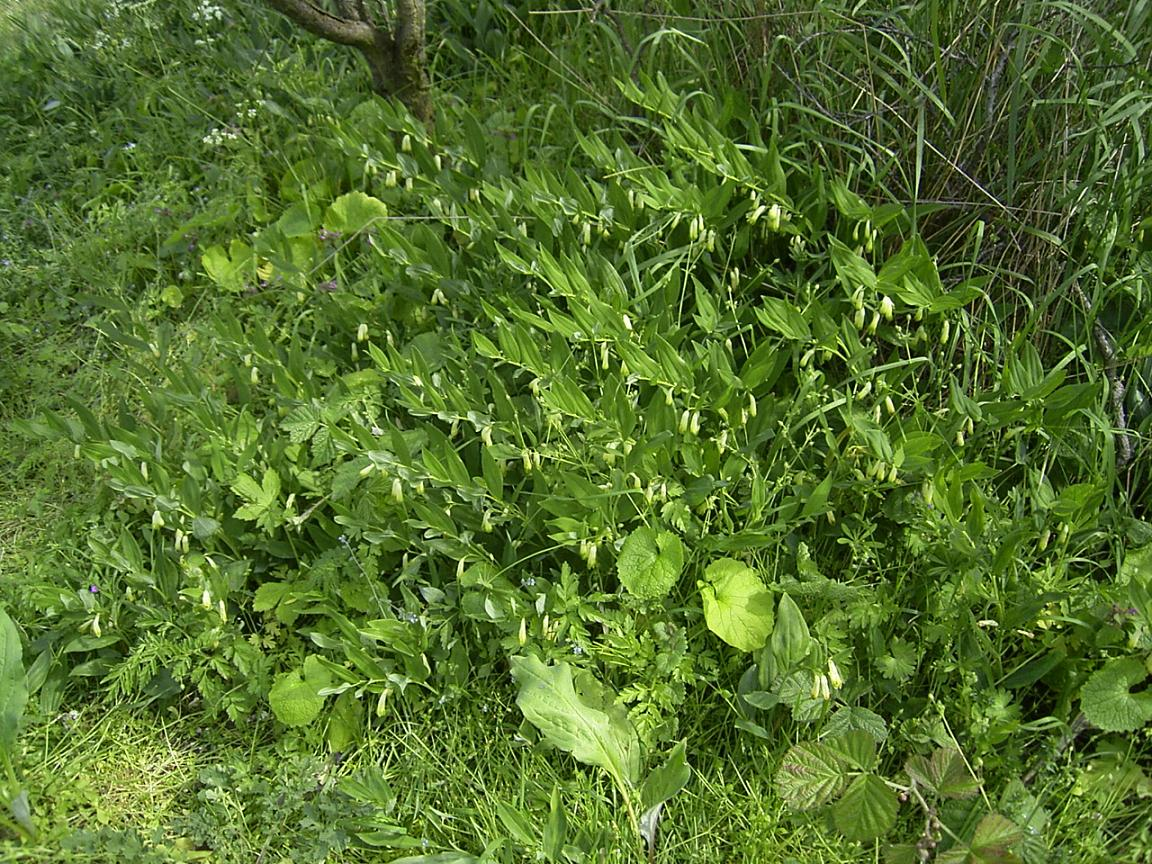
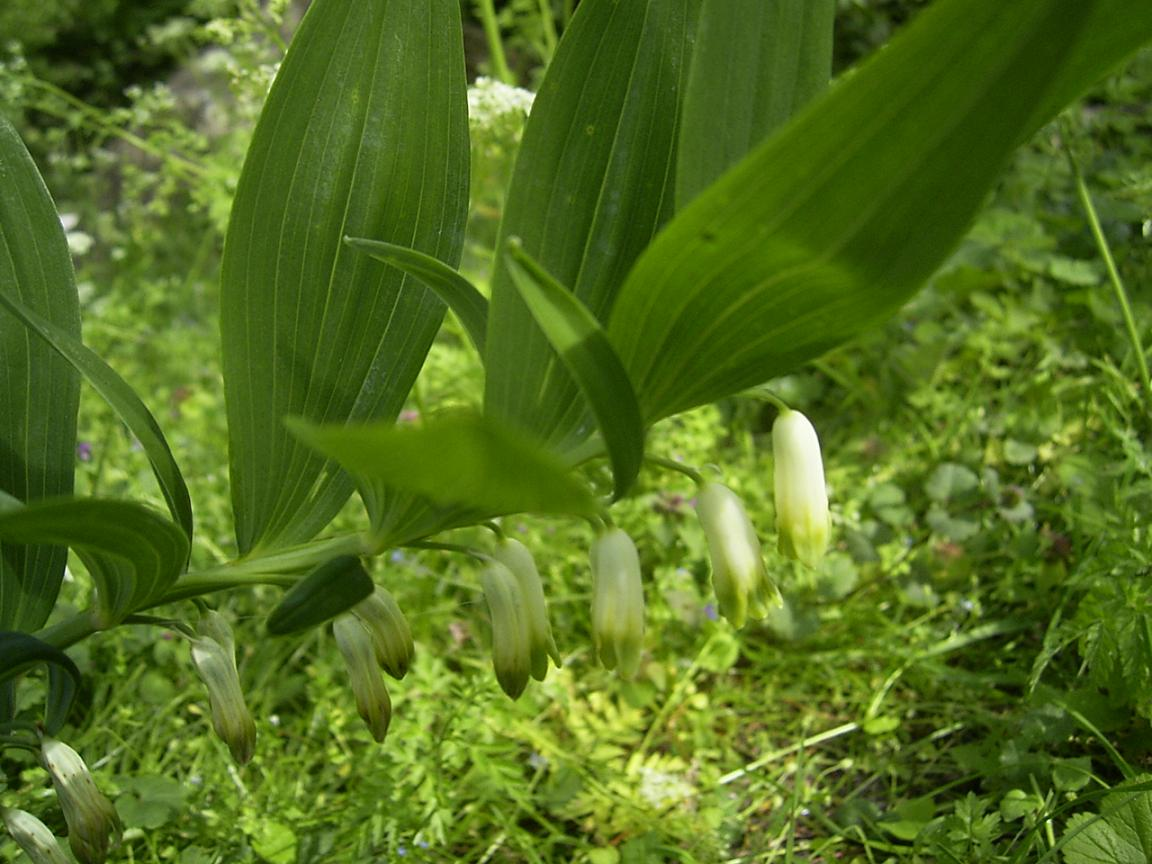
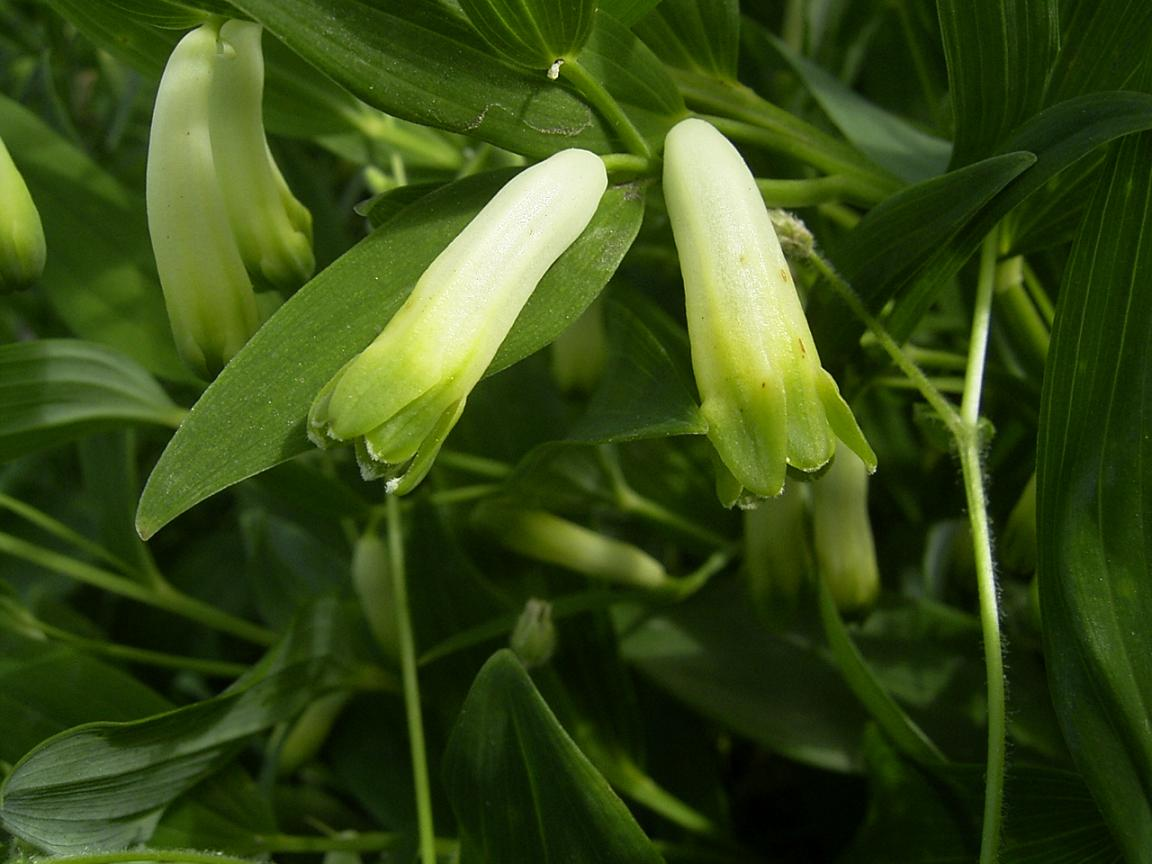